# Fumio Hayasaka
Pour les articles homonymes, voir Hayasaka.
Fumio Hayasaka (早坂 文雄, Hayasaka Fumio) est un compositeur japonais, né le 19 août 1914 à Sendai et mort de la tuberculose le 15 octobre 1955 à Tokyo.
Il est notamment connu comme auteur de musiques de films, majoritairement pour ceux réalisés par Kenji Mizoguchi et Akira Kurosawa.

## Biographie
Élevé à Sapporo, Hayasaka est un autodidacte. Ses premières compositions lui valent déjà de hautes récompenses.
Il commence à composer pour le cinéma à la fin des années 1930. Durant ses quinze années d'activité, il travaille avec les plus grands noms du cinéma japonais, comme Kenji Mizoguchi et surtout Akira Kurosawa, et est alors considéré comme un des plus grands compositeurs de son temps. Parmi ses nombreuses œuvres souvent très remarquées, la plus célèbre est sans doute le fameux thème des Sept Samouraïs (1954).
Sa carrière brillante s'achève d'une manière tragique quand Hayasaka meurt soudainement de la tuberculose à 41 ans, alors qu'il compose la musique de Vivre dans la peur de Kurosawa, terminée par son élève Masaru Satô qui lui succède auprès du réalisateur.

## Œuvres principales

### Musiques orchestrales
- 1937 : Danse antique
- 1939 : Ouverture en ré
- 1941 : Danses antiques du côté gauche et du côté droit (Ancient Dances on the Left and on the Right)
- 1942 : Sansho Shukuten-no-gaku
- 1948 : Concerto pour piano et orchestre
- 1953 : Métamorphose pour orchestre
- 1955 : Yukara

### Musique de chambre
- 1949 : Capriccio pour flûte, hautbois, clarinette, basson et piano
- 1950 : Quatuor à cordes
- 1950 : Duo pour violon et piano

### Piano
- 1937: Nocturne I
- 1941 : 17 Pièces pour piano
- 1945 : Musical Box
- 1945 : Romance
- 1947 : Nocturne II
- 1947 : Autumn

### Musique vocale
- 1944: Quatre chansons sans accompagnement sur les poèmes de Haruo

### Musiques de film
- 1940 : Acteurs ambulants (旅役者, Tabi yakusha?) de Mikio Naruse
- 1948 : L'Ange ivre d'Akira Kurosawa
- 1949 : Chien enragé d'Akira Kurosawa

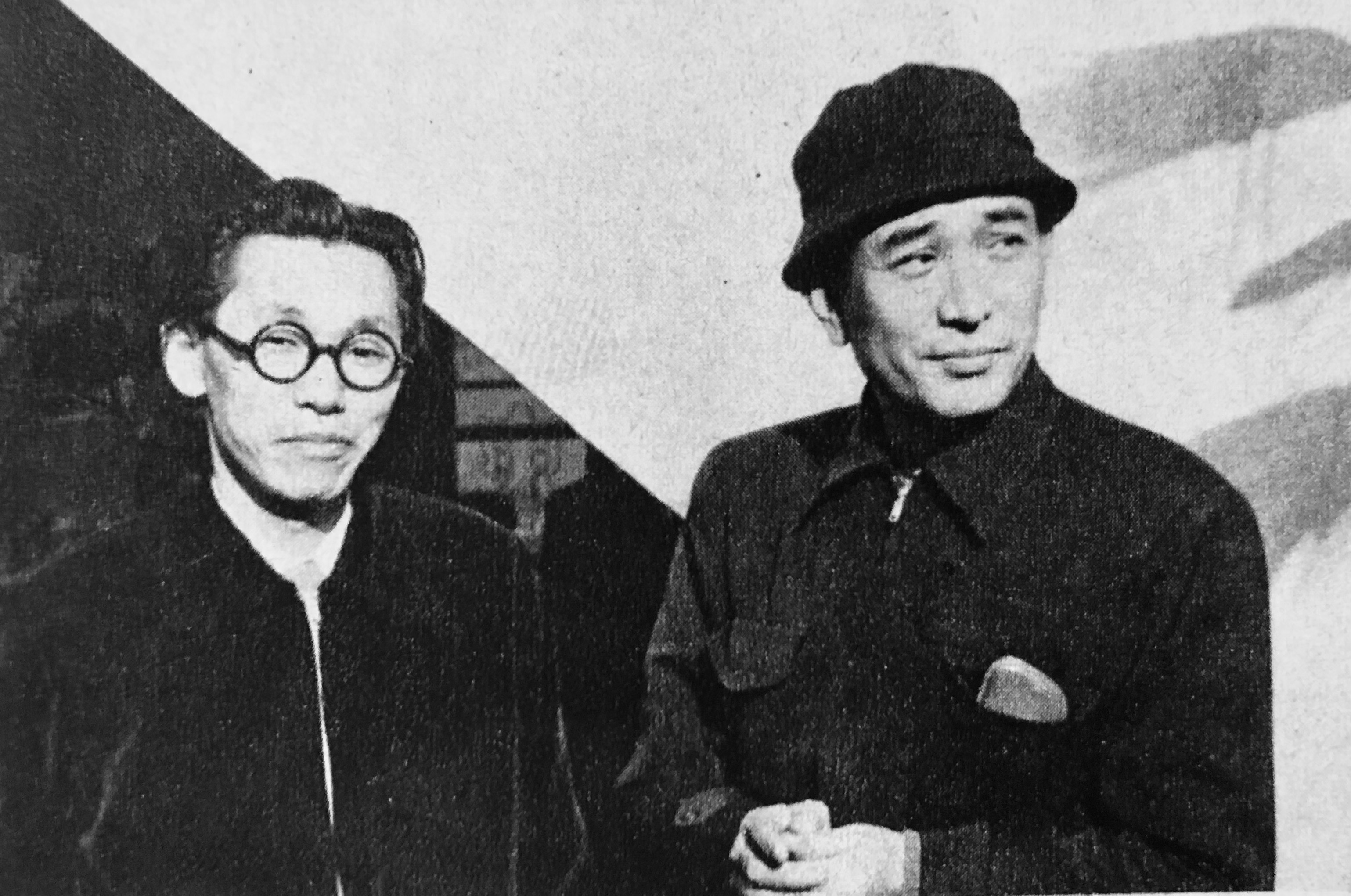
Fumio Hayasaka et Akira Kurosawa.

- 1950 : Le Destin de madame Yuki (Yuki fujin ezu - 雪夫人絵図) de Kenji Mizoguchi
- 1950 : Scandale d'Akira Kurosawa
- 1950 : Rashōmon d'Akira Kurosawa
- 1951 : L'Idiot d'Akira Kurosawa
- 1951 : La Dame de Musashino (武蔵野夫人,Musashino fujin) de Kenji Mizoguchi
- 1951 : Miss Oyu (Oyû-sama) de Kenji Mizoguchi
- 1951 : Le Repas de Mikio Naruse
- 1952 : Vivre d'Akira Kurosawa
- 1953 : Les Contes de la lune vague après la pluie de Kenji Mizoguchi
- 1954 : Les Sept Samouraïs d'Akira Kurosawa
- 1954 : L'Intendant Sansho  de Kenji Mizoguchi
- 1954 : Les Amants crucifiés de Kenji Mizoguchi
- 1955 : L'Impératrice Yang Kwei-Fei  de Kenji Mizoguchi
- 1955 : Le Héros sacrilège de Kenji Mizoguchi
- 1955 : Vivre dans la peur d'Akira Kurosawa (non crédité - partition non achevée)